# 歌登温泉
歌登温泉（うたのぼりおんせん）は、北海道枝幸郡枝幸町歌登辺毛内にある温泉。

## 泉質
- 含二酸化炭素－ナトリウム・マグネシウム－炭酸水素塩泉（弱酸性低張性冷鉱泉）（旧泉質名：含炭酸・土類－重曹泉）
  - 源泉温度 12.2℃、pH 5.9、湯色は淡い黄褐色

## 温泉街
「うたのぼりグリーンパークホテル」、「朝倉温泉」の2軒があり共に日帰り入浴可能。湯元は「朝倉温泉」であり源泉を加熱した沸かし湯を用いている。「うたのぼりグリーンパークホテル」は朝倉温泉と同じ源泉から引湯している。
「南宗谷ゴルフ場」や「うたのぼりコテージの里」を併設するなど、一帯は「うたのぼり健康復村」として公園整備されている。

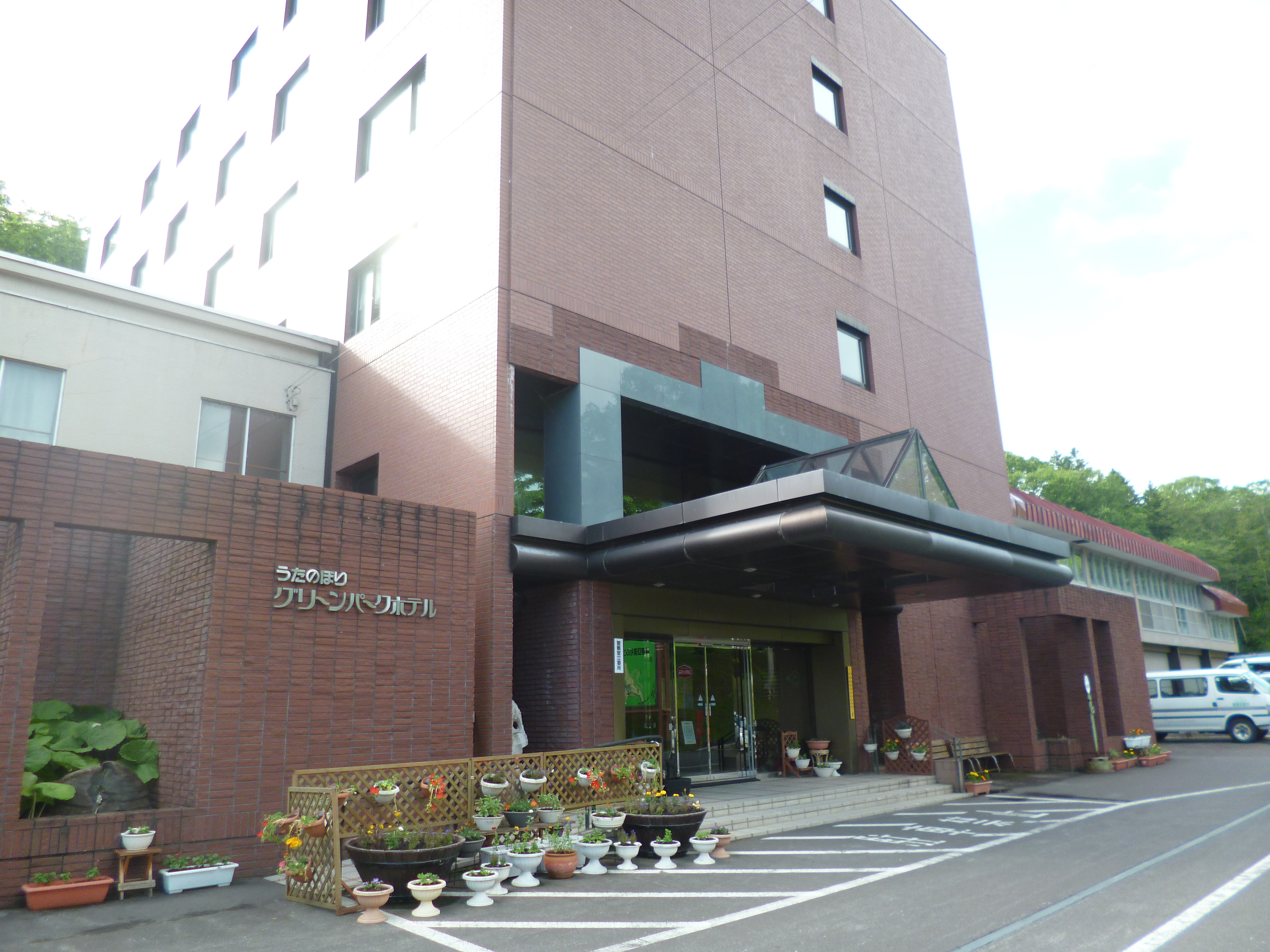
うたのぼりグリーンパークホテル 正面
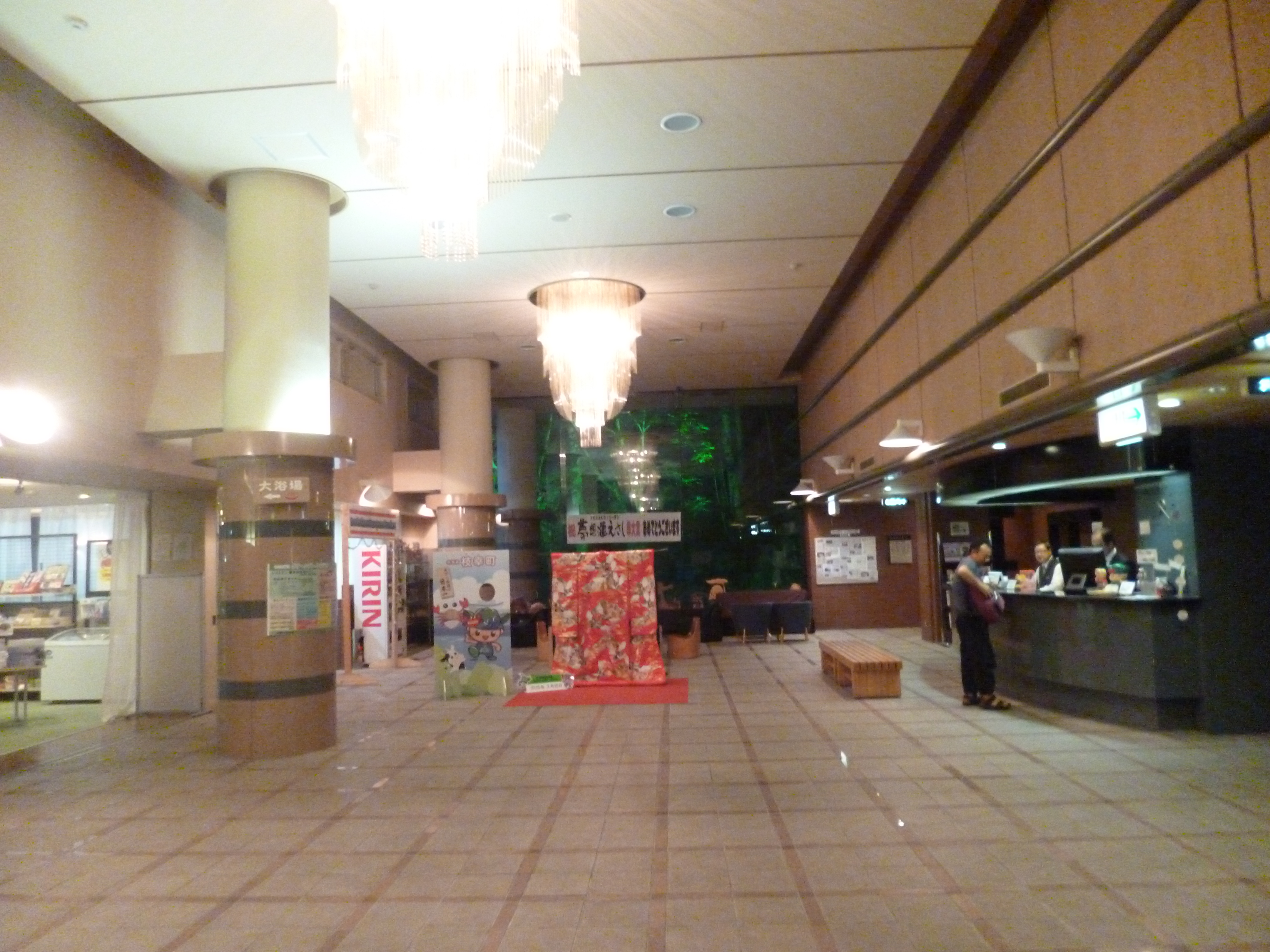
うたのぼりグリーンパークホテル ロビー
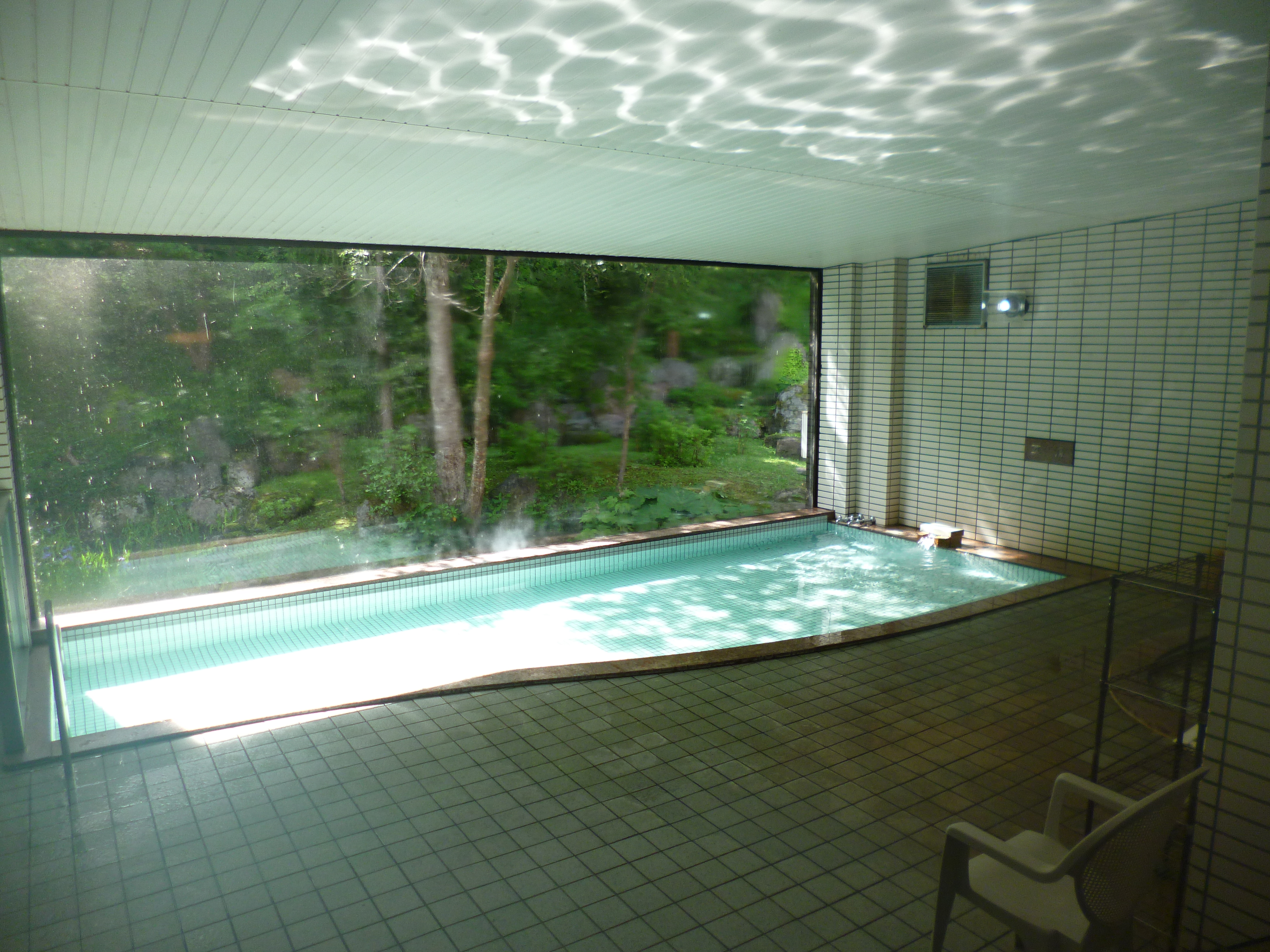
うたのぼりグリーンパークホテル 大浴場
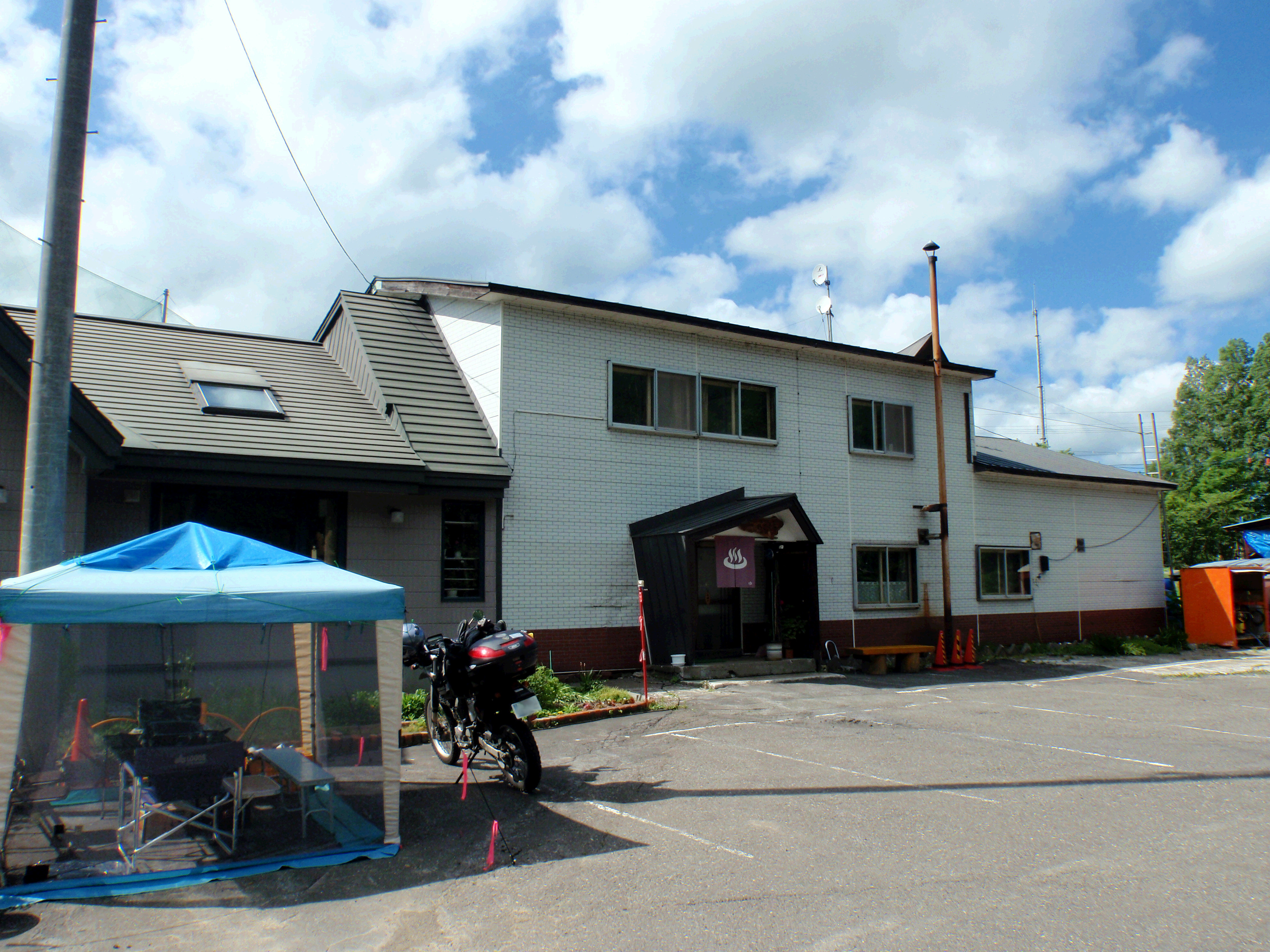
朝倉温泉　正面

## 歴史
- 大正年間 - 朝倉温泉の先代当主、朝倉福市が温泉を発見
- 1949年（昭和24年） - 簡易湯小屋を設置
- 1975年（昭和50年） - 旧歌登町が「南宗谷健康回復センター」開設
- 昭和50年代 - 民宿旅館「朝倉温泉」開業
- 1989年（平成元年） - 「うたのぼりグリーンパークホテル」開設

## アクセス
- 鉄道 : 宗谷本線音威子府駅下車、車で約50分。